# Wesselényi Ferenc (nádor)
Hadadi és murányi gróf Wesselényi Ferenc (Vágtapolca, 1605 – Zólyomlipcse, 1667. március 23.) magyar főnemes, hadvezér, 1655-től haláláig Magyarország nádora.

## Élete
Apja, báró Wesselényi István (1583–1627), II. Ferdinánd király udvari tanácsosa, anyja, szerdahelyi Derssfy Katalin bárónő, báró Derssfy Miklós Hont vármegyei főispán leánya. A jezsuiták nagyszombati iskolájában nevelkedett, ahol katolikus vallásra tért. Hatalmas testi ereje és heves vérmérséklete katonai pályára vitték. Nagyon fiatalon részt vett több csatában a törökök ellen. IV. Ulászló lengyel királynak is segítségére volt egy  magyar csapattal az oroszok és tatárok ellen, amely tettéért lengyel honosságot és 100 000 tallér értékű uradalmat nyert. 
II. Ferdinánd grófi rangra emelte és Fülek várának parancsnokává nevezte ki. 1647-ben Magyarország főtábornagyává lett, s mint ilyen harcolt a svédek, később Rákóczi György ellen. 1644-ben bevette Murányt, mégpedig Széchy Mária segítségével, akit feleségül is vett. Ferdinánd király e tettéért neki ajándékozta Murány várát és Balogot. 
Az 1655. március 15-ei pozsonyi országgyűlés nádorrá választotta. Ebbéli minőségében jelen volt I. Lipót király koronázásán. 1661-ben a császári seregekkel volt baja, amelyek lázongtak, nem akarták elhagyni az országot. 1662-ben a protestáns ügyekben ő is tevékeny részt vett, mégpedig az ország javára. 1663-ban a törökök ellen harcolt. 1665-ben a trencséni és zólyomi fürdőkben tárgyaló összeesküvőkhöz csatlakozott. Zrínyi Miklós 1664. november 18-án bekövetkező  halála után a mind kiforrottabbá váló szervezkedés vezetése az annak nevet adó Wesselényi Ferenc nádorra szállt, akit mindvégig támogatott a költő-hadvezér öccse, a báni széket bátyja után elfoglaló Zrínyi Péter. Wesselényi még az összeesküvés felfedezése előtt meghalt.